# Rapsode
Een rapsode (niet te verwarren met rapsodie) is een rondtrekkende zanger bij de Oude Grieken, te vergelijken met een Keltische bard. Homerus is misschien wel de bekendste Griekse rapsode. Rapsoden werken in vergelijking met barden met gefixeerde teksten en improviseren niet, maar ze hebben de gedichten gememoriseerd. Ze traden vooral op in aristocratische milieus waar ze verhalen vertelden. 
In het oude Griekenland in de 5e en 4e eeuw voor Christus, en wellicht vroeger, was een rapsode een professionele artiest die gedichten zong, vooral epische gedichten (waarvan de meest bekende de epen zijn die aan Homerus worden toegeschreven), maar ook de gedichten van Hesiodos die vol zaten met wijsheden en catalogi, alsook de satires van Archilochos en anderen. Een dialoog van Plato, genaamd Ion, waarin Sokrates een befaamde rapsode confronteert, is onze rijkste bron van informatie wat deze artiesten betreft. Vaak worden rapsoden in de Griekse kunst afgebeeld met hun kenmerkende mantel en houten staf. Deze uitrusting is ook karakteristiek voor reizigers in het algemeen, hetgeen impliceert dat rapsoden reizende artiesten waren die van stad naar stad trokken.

## Oorsprong en praktijk
Het opvoeren van epische poëzie werd in het klassieke Griekenland rhapsodia genoemd en degene die deze poëzie uitvoerde een rhapsodos. Het woord komt niet voor in de vroege epen, waar artiesten van alle genres, inclusief het genre van de epen, een aoidos (zanger) worden genoemd. Het is niet bekend of Hesiodos en de dichter(s) van de Ilias en de Odyssee de naam rapsode zouden hebben gekend; Walter Burkert gelooft dat rapsoden per definitie gebruik maakten van geschreven teksten, hetgeen tevens door sommige recente geleerden wordt onderschreven.
De eerste melding van het woord ‘rapsode’ is bij de dichter Pindaros (522-443 v.Chr.), die het met twee verschillende betekenissen gebruikt, namelijk ‘zanger van het geweven vers’ en ‘zanger met de staf’. Van deze twee is de eerste etymologisch gezien juist (rapsode betekent letterlijk: ‘wever van verzen’). De tweede betekenis werd beïnvloed door het feit dat de rapsode gewoonlijk een staf (rhabdos) in zijn hand had, waarvan er vroeg bewijs bestaat, en dat misschien een symbool was voor het “recht om gehoord te worden”, net zoals bij Homerus (in een vergadering van koningen bij Homerus had degene die de scepter vasthield het woord; alle anderen moesten dan luisteren. Pas als de scepter was doorgegeven, mocht iemand anders het woord nemen). De etymologische betekenis van het woord rapsode is interessant omdat het een precieze metafoor is voor hetgeen orale dichters doen: ze ‘weven’ standaard formuleringen, zinnen en veel voorkomende scènes aan elkaar wanneer ze optreden. Er zijn indicaties bij Pindaros en andere auteurs dat orale (epische) poëzie nog steeds gepraktiseerd werd en populair was in de vroege 5e eeuw voor Christus. Al het latere bewijs, daarentegen, vermeldt dat rapsoden met geschreven teksten werkten, en in sommige gevallen zelfs bij wet hiertoe verplicht waren.

## Optreden
Het is zeker dat rapsoden in competitieverband (dus voor prijzen) optraden bij allerlei religieuze festivals en dat deze praktijk reeds lang bestond in de 5e eeuw voor Christus. De Ilias refereert aan de mythe van Thamyris, de Thracische zanger, die opschepte dat hij zelfs de Muzen kon verslaan qua zang. Hij wedijverde met hen, verloor en werd gestraft voor zijn onbeschaamdheid met het verlies van zijn zangstem. Historisch gezien komt de praktijk van het optreden voor het eerst voor bij Hesiodos die beweerde dat hij met een lied optrad bij de begrafenisspelen voor Amphidamas in Euboia en daarmee een prijs won. Competitief zingen wordt levendig beschreven in de Homerische hymne voor Apollo en wordt genoemd in de twee Hymnen voor Aphrodite. De laatstgenoemde hymnen horen waarschijnlijk bij de stad Salamis op Cyprus en het festival van de Cypriotische Aphrodite, net zoals de Hymne voor Apollo waarschijnlijk toebehoort aan Delos en de Delische cultus.
Een vroege historische vermelding van rapsoden komt voor bij de Historia van Herodotos (ca. 440 v.Chr.). Hij vertelt het verhaal dat Kleisthenes (600-560 v.Chr.), de heerser van Sikyon, de rapsoden uit zijn stad verbande vanwege het feit dat in de gedichten van Homerus steeds wordt gesproken over Argos en de Argivers, een concurrerende stad op de Peloponnesos. 
Deze anekdote past goed bij de Ilias waarin de “Argiven” een van de verschillende benamingen is voor de Griekse strijders; het zou nog beter passen bij de Thebaïs (de verhalencyclus rond de stad Thebe), waar Argos zelfs al in de eerste regel wordt genoemd. 
Dit incident lijkt aan te tonen dat de gedichten die door de rapsoden werden voorgedragen politieke en propagandistische waarde hadden op het Peloponnesische schiereiland in de vroege 6e eeuw voor Christus.
Rond 330 voor Christus bestond er te Athene een wet waarin wordt gesteld dat rapsoden de Homerische gedichten moeten voordragen bij elk Panathenaeïsch festival; deze wet wordt als bewijs van de voortreffelijkheid van Athene geroemd door de redenaar Lykourgos. Een dergelijk gebruik was derhalve waarschijnlijk ongewoon en we weten niet zeker door wie de wet was ingevoerd, ook al wordt in de Platonische dialoog Hipparchos (deze dialoog is niet echt geschreven door Plato, maar dateert waarschijnlijk uit de 4e eeuw voor Christus) de introductie van deze wet toegeschreven aan Hipparchos, de zoon van Peisistratos.
De Hipparchos vertelt bovendien dat de wet de rapsoden verplicht om verder te gaan waar de voorgaande rapsode was gebleven met zijn verhaal, “zoals nog steeds het geval is”. 
Dit is anders dan wat er bij een latere auteur is terug te vinden: Diogenes Laertius vermeldt (1.2.57) dat Solon een wet had gemaakt waarin stond dat gedichten “zonder getalm”. Vele Atheense wetten zijn onjuist aan vroege wetgevers als Solon toegeschreven, maar het is in elk geval duidelijk dat tegen de 4e eeuw voor Christus de Homerische gedichten een verplicht onderdeel waren van de Panathenaeïsche Spelen en in vaste volgorde moesten worden voorgedragen. Ze zijn te lang voor een afzonderlijke rapsode of om in één dag in zijn geheel te worden voorgedragen. Ze moesten derhalve in delen worden gesplitst en elke rapsode kreeg zijn eigen deel toegewezen om zo te voorkomen dat iedere rapsode zijn favoriete of meest populaire passage uitkoos.
Aanvullend bewijs voor de orale traditie van gedichten voordragen in het Klassieke Griekenland komt in de vorm van verwijzingen naar een familie, clan of professioneel gemeenschap die de “Homeriden” werden genoemd (letterlijk: de kinderen van Homerus). Deze Homeriden bestonden zeker in de 5e en 4e eeuw voor Christus en droegen zeker gedichten voor die aan Homerus werden toegeschreven. Pindaros lijkt de Homeriden te zien als rapsoden; deze categorisatie wordt niet door andere bronnen bevestigd.

## Voetnoten
1. ↑  Bijv. Walter Burkert (1987), "The making of Homer in the 6th century BC: rhapsodes versus Stesichorus" in Papers on the Amasis painter and his world, Malibu: Getty Museum, p. 43-62; Graziosi, Barbara (2002), Inventing Homer: the early reception of epic, Cambridge: Cambridge University Press.
2. ↑  Dalby, Andrew (2006), Rediscovering Homer, New York, London: Norton, ISBN 0393057887, pp. 157-168.
3. ↑  Ilias 2.594-600
4. ↑  Hesiodos, Werken en dagen 650-662: zie Hesiodos, Theogony ed. M. L. West (Oxford: Clarendon Press, 1966) pp. 43-46.
5. ↑  Homerische Hymne voor Apollo 165-173; Homerische Hymnen 5 en 9.
6. ↑  Herodotus 5.67.
7. ↑  Lykourgos, Tegen Leokrates 102. De Ilias werd ook bij het festival van de Brauronia te Brauron in Attika voorgedragen.
8. ↑  Hipparchos 228b8. Dit kan echter een onderdeel zijn van de romantisering van de Pisistratiden: het is veelzeggend dat Herodotos (7.6), die veel van Hipparchos literaire activiteiten wist, hier niets over vermeldt. De auteur van de Hipparchos maakt (misschien wel opzettelijk) alle fouten over de familie van Peisistratos waarvan Thucydides melding maakt in een bekende passage (6.54-59).
9. ↑  Pindaros, Nemeïsche Oden 2.1-5.